# Radio Vatikan
Radio Vatikan (tal.: Radio Vaticana) službena je radijska postaja države Vatikan. Prvu radio aparaturu konstruirao je Guglielmo Marconi 1931. godine, a radijska postaja ima program na 47 različitih jezika. 
Radijskom postajom još od osnivanja upravljaju isusovci, a program se odašilja na kratkim i srednjim valovima kao i preko satelita i webradia.
U pravljenju programa Radio Vatikana sudjeluje preko 200 novinara u 61 državi. Direktor radijske postaje otac je Federico Lombardi.[kada?]

## Povijest
Prvi pozivni znak Radio Vatikana bio je HVJ a prvi prijenos bio je na dvije kratkovalne frekvencije 12. veljače 1931. Prvi službeni prijenos bio je kada je radio tehničar poslao u eter ’’In nomine Domini, Amen’’, a poslije toga Marconi je predstavio papu Pia XI. koji je bio prvi papa koji se mogao čuti u eteru. 
Prisutan je bio i kardinal Eugenio Pacelli koji je kasnije postao papa Pio XII. Prvi direktor Radio Vatikana bio je liječnik Giuseppe Gianfranceschi.

## Televizija
Radio Vaticana eksperimentirala je još 1930–ih s TV prijenosima a i kasnije 1950–ih. Tek 1990-ih Radio Vatikan je započeo s redovnim TV prijenosima preko satelita.